# 5389 Choikaiyau
5389 Choikaiyau este un asteroid din centura principală de asteroizi.

## Descriere
5389 Choikaiyau este un asteroid din centura principală de asteroizi. A fost descoperit pe 29 octombrie 1981 la Observatorul Zijinshan din Nanking. Asteroidul prezintă o orbită caracterizată de o semiaxă mare de 2,38 ua, o excentricitate de 0,15 și o înclinație de 8,1° în raport cu ecliptica.